# Zohar
Zohar (hebreiska  זֹהַר Zohar, "strålglans") är en medeltida judisk text, troligen skriven av Mose de León i Kastillien på 1200-talet. Den räknas som den viktigaste boken om Kabbala. Enligt Zohar kan Guds tänkande endast uttryckas i negationer. Zohar kan enklast beskrivas som ett slags bibeluttolkning, en djuptolkning och utläggning av de fem Moseböckerna, sorterad efter veckovisa läsningar. 
Den upphovsteori som generellt omfattas av anhängare av Kabbala är att Zohar är skriven mycket tidigare, närmare bestämt under 100-talet av den i Talmud omnämnde Simeon Ben Jochai. I det fallet, var Mose de León snarare en utgivare som redigerade Zohar. 